# Сан-Бенедетто-Бельбо
Сан-Бенедетто-Бельбо (італ. San Benedetto Belbo, п'єм. San Benedet) — муніципалітет в Італії, у регіоні П'ємонт,  провінція Кунео.
Сан-Бенедетто-Бельбо розташований на відстані близько 470 км на північний захід від Рима, 70 км на південний схід від Турина, 45 км на схід від Кунео.
Населення — 182 особи (2014).

## Демографія
Населення за роками:

Станом на 1 січня 2023 року в муніципалітеті офіційно проживало 6 іноземців з 4 країн, серед них 3 громадяни країн Євросоюзу.

## Сусідні муніципалітети
- Боссоласко
- Момбаркаро
- Мураццано
- Нієлла-Бельбо